# José Estévez Goldar
José Estévez Goldar (General Lavalle, Buenos Aires, 19 de diciembre de 1879 – Buenos Aires, 17 de diciembre de 1942) fue un arquitecto e ingeniero argentino.

## Biografía
Nació en General Lavalle, Provincia de Buenos Aires, el 19 de diciembre de 1879, hijo de Modesto Estévez y Dolores Goldar; su familia estaba compuesta por 11 hermanos que se destacaron en diversas disciplinas liberales.
Estudió en el prestigioso Colegio San José (Buenos Aires).
Recibido de bachiller, inició sus estudios universitarios en la Facultad de Ciencias Exactas y Naturales de la Universidad de Buenos Aires.
Obtuvo el título de Arquitecto en 1901 y el de Ingeniero en 1902. Su mentor fue el arquitecto noruego Alejandro Christophersen.
Ingresó en las oficinas técnicas de la Municipalidad de la Ciudad de Buenos Aires, donde desempeñó varias funciones, hasta lograr el nombramiento como Director de Obras Públicas, cargo que ejerció hasta el día de su muerte.
Por la responsabilidad de las funciones que le cupieron, integró numerosas comisiones en carácter de representante municipal. Entre ellas, la Comisión Pro-Aeropuerto de Buenos Aires (Aeroparque Jorge Newbery), conjuntamente con el contraalmirante Marcos Zar, el brigadier Zuloaga y el ingeniero Ernesto Baldassari; la Comisión del Traslado del Zoológico; la Comisión Urbanización de la Boca; y otras muy complejas, como las del Bañado de Flores.
Fue socio fundador del Club Ciudad de Buenos Aires, y electo su primer presidente, 
Intervino en numerosas obras de arquitectura para la ciudad, como el Hospital Fernández, Hospital Argerich, Santojanni y la Maternidad Mouras. 
Bajo responsabilidad, se ejecutaron las obras de la Avenida Costanera Rafael Obligado (Costanera Norte), se terminó la Costanera Sur, el Obelisco de Buenos Aires
También procedió a la apertura de la Avenida 9 de Julio, la Avenida Coronel Roca y se ejecutaron los ensanches de la Avenida Corrientes, Avenida Santa Fe, y la Avenida Belgrano (Buenos Aires), entre otras. Se realizaron también las obras de la Línea C (Subte de Buenos Aires)  entre las estaciones Retiro - Constitución y la Estación Federico Lacroze.
A Estévez la muerte lo sorprendió el 17 de diciembre de 1942, trabajando en el proyecto de urbanización del Bañado de Flores. 
Estuvo vinculado a las obras urbanas más importantes de Buenos Aires del siglo XX.

## Galería

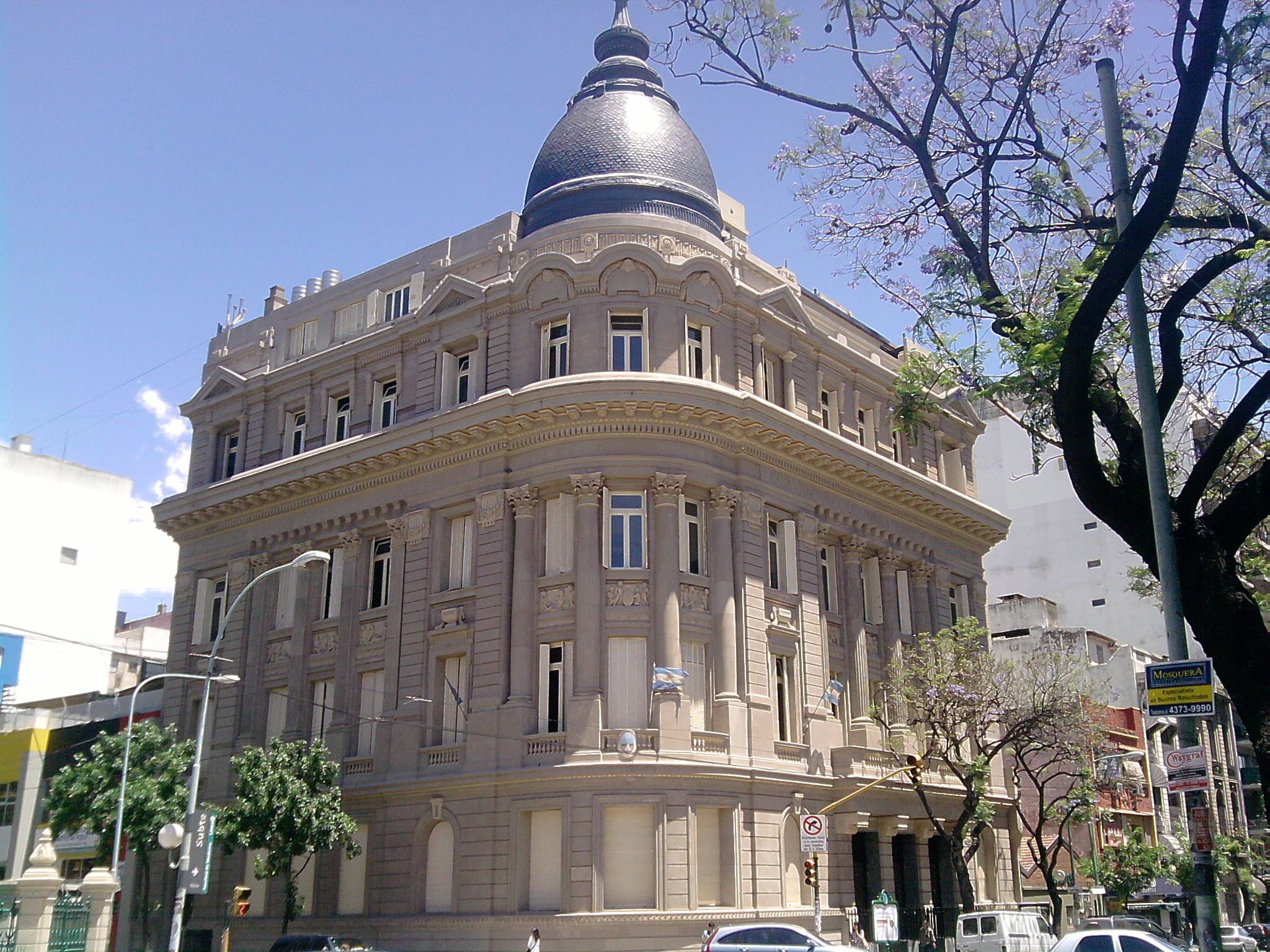
Edificio Caja Nacional de Jubilaciones y Pensiones, calle Córdoba al 2000
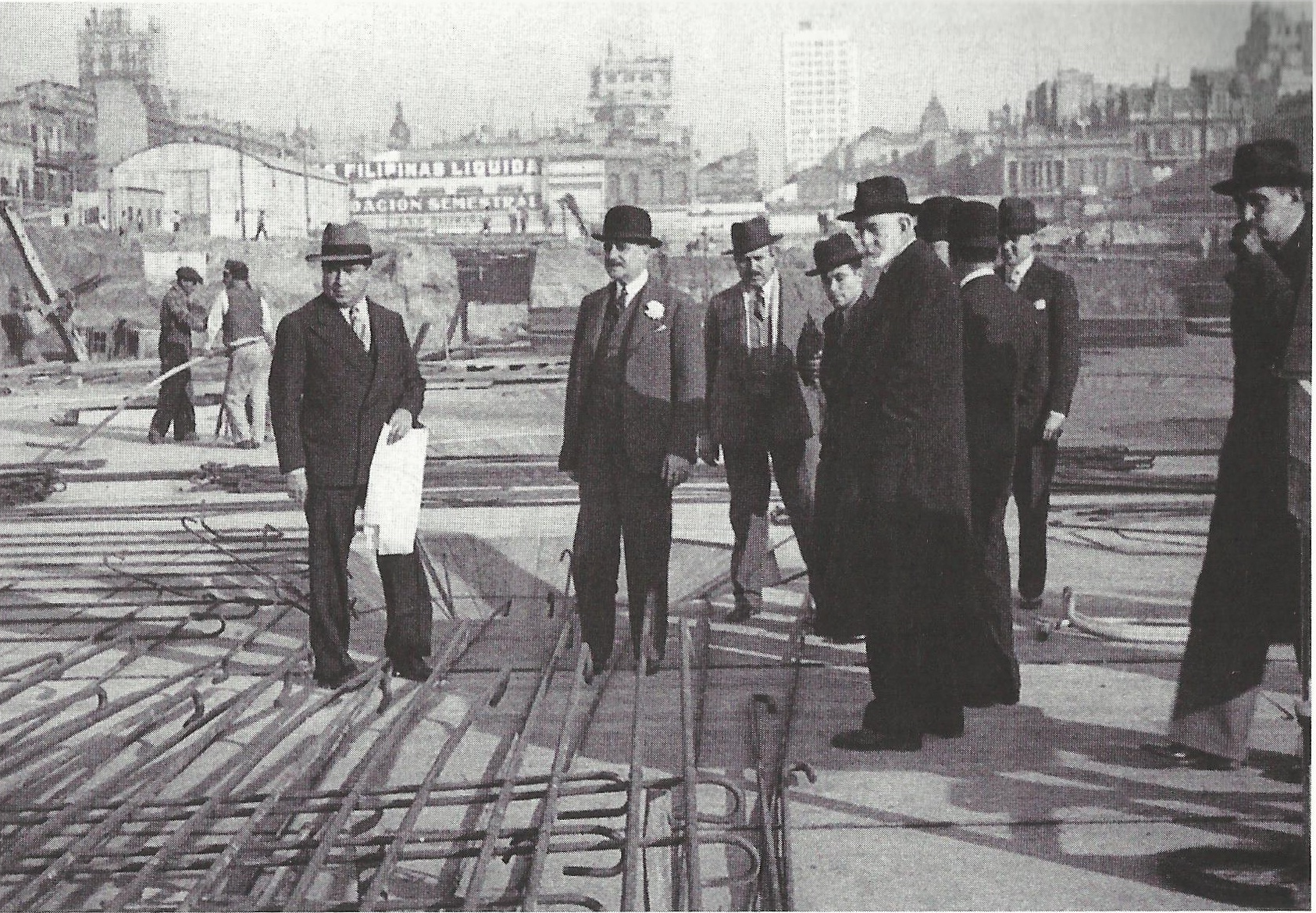
Apertura de la Av. 9 de Julio, José Estévez de sobretodo, a su lado el intendente Mariano de Vedia y Mitre
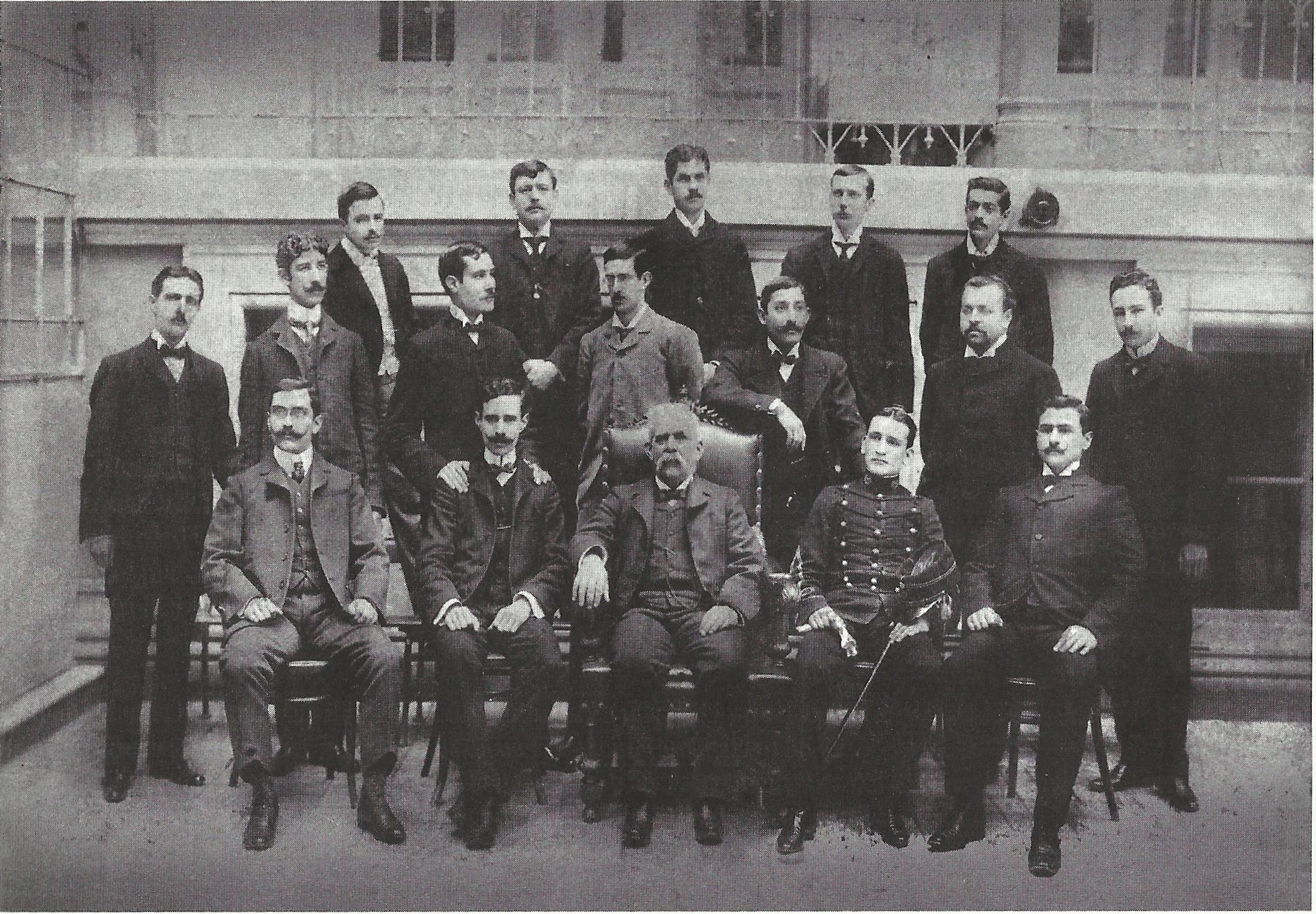
Estudiantes de la Escuela de Arquitectura; en la segunda fila, en el centro, José Estévez, en 1900

- Datos: Q24961123